# 安杰利娜·克勒
安杰利娜·克勒（德語：Angelina Köhler，2000年11月12日—），德国女子游泳运动员，2018年夏季青年奥林匹克运动会女子100米蝶泳银牌得主和女子50米蝶泳铜牌得主、2024年世界游泳锦标赛女子100米蝶泳金牌得主。